# Giải Oscar cho dựng phim xuất sắc nhất
Giải Oscar cho dựng phim xuất sắc nhất là một trong các giải Oscar được trao hàng năm cho phim và người biên tập được cho là xuất sắc nhất. Giải này được trao từ năm 1934. Tên giải thỉnh thoảng được thay đổi, năm 2008 giải mang tên Academy Award for Achievement in Film Editing (Giải Oscar cho thành tựu trong biên tập phim). Báo New York Times đăng 1 bài của Mark Harris năm 2008 thảo luận về giải này. Các đề cử cho giải Oscar đặc biệt này liên quan chặt chẽ tới Giải Oscar cho phim hay nhất. Từ năm 1981, mọi phim được chọn là "Phim hay nhất" đều được đề cử để nhận giải Oscar cho biên tập, và khoảng 2/3 các phim đoạt giải "Phim hay nhất" đều cũng đoạt "giải cho biên tập". Harris cho rằng sự tương quan này có thể khiến cho nhiều người xem phim ngạc nhiên vì họ không biết vai trò biên tập (nghệ thuật vô hình) trong việc làm phim.
Chỉ các biên tập viên chính mới được đề cử lãnh giải, các biên tập viên phụ, biên tập viên giám sát vv... không được chọn. Việc đề cử cho giải này do các thành viên trong ngành biên tập của Viện Hàn lâm Khoa học và Nghệ thuật Điện ảnh quyết định. Năm 2008 có 233 thành viên trong ngành này.. Các thành viên phải bỏ phiếu đề cử 5 phim theo thứ tự mà họ cho là xuất sắc nhất; 5 phim được nhiều phiếu nhất sẽ được đề cử. Giải Oscar sẽ được toàn thể hội viên của Viện hàn lâm bầu chọn trong số các phim được đề cử.
Một cơ sở dữ liệu công khai về phim đoạt giải và các đề cử về giải này được Viện hàn lâm mở cho công chúng.

## Thập niên 1930
- 1934 Eskimo/Mala The Magnificent (xem Ray Mala) - Conrad A. Nervig
  - Cleopatra - Anne Bauchens
  - One Night of Love - Gene Milford
- 1935 A Midsummer Night's Dream - Ralph Dawson
  - David Copperfield - Robert J. Kern
  - The Informer - George Hively
  - Les Misérables - Barbara McLean
  - Lives of a Bengal Lancer - Ellsworth Hoagland
  - Mutiny on the Bounty - Margaret Booth
- 1936 Anthony Adverse - Ralph Dawson
  - Come and Get It - Edward Curtiss
  - The Great Ziegfeld - William S. Gray
  - Lloyd's of London - Barbara McLean
  - A Tale of Two Cities - Conrad A. Nervig
  - Theodora Goes Wild - Otto Meyer (Film Editor)
- 1937 Lost Horizon - Gene Havlick, Gene Milford
  - The Awful Truth - Al Clark
  - Captains Courageous - Elmo Vernon
  - The Good Earth - Basil Wrangell
  - One Hundred Men and a Girl - Bernard W. Burton
- 1938 The Adventures of Robin Hood - Ralph Dawson
  - Alexander's Ragtime Band - Barbara McLean
  - The Great Waltz - Tom Held
  - Test Pilot - Tom Held
  - You Can't Take It with You - Gene Havlick
- 1939 Gone with the Wind - Hal C. Kern, James E. Mewcom
  - Goodbye, Mr. Chips - Charles Frend
  - Mr. Smith Goes to Washington - Gene Havlick, Al Clark
  - The Rains Came - Barbara McLean
  - Stagecoach - Otho Lovering, Dorothy Spencer

## Thập niên 1940
- 1940 North West Mounted Police - Anne Bauchens
  - The Grapes of Wrath - Robert E. Simpson
  - The Letter - Warren Low
  - The Long Voyage Home - Sherman Todd
  - Rebecca - Hal C. Kern
- 1941 Sergeant York - William Holmes
  - Citizen Kane - Robert Wise
  - Dr. Jekyll and Mr. Hyde - Harold F. Kress
  - How Green Was My Valley - James B. Clark
  - The Little Foxes - Daniel Mandell
- 1942 The Pride of the Yankees - Daniel Mandell
  - Mrs. Miniver - Harold F. Kress
  - The Talk of the Town - Otto Meyer
  - This Above All - Walter Thompson
  - Yankee Doodle Dandy - George Amy
- 1943 Air Force - George Amy
  - Casablanca - Owen Marks
  - Five Graves to Cairo - Doane Harrison
  - For Whom the Bell Tolls - Sherman Todd và John Link
  - The Song of Bernadette - Barbara McLean
- 1944 Wilson - Barbara McLean
  - Going My Way - Leroy Stone
  - Janie - Owen Marks
  - None but the Lonely Heart - Roland Gross
  - Since You Went Away - Hal C. Kern và James E. Newcom
- 1945 National Velvet - Robert J. Kern
  - The Bells of St. Mary's - Harry Marker
  - The Lost Weekend - Doane Harrison
  - Objective, Burma! - George Amy
  - A Song to Remember - Charles Nelson
- 1946 The Best Years of Our Lives - Daniel Mandell
  - It's a Wonderful Life - William Hornbeck
  - The Jolson Story - William A. Lyon
  - The Killers - Arthur Hilton
  - The Yearling - Harold Kress
- 1947 Body and Soul - Francis Lyon and Robert Parrish
  - The Bishop's Wife - Monica Collingwood
  - Gentleman's Agreement - Harmon Jones
  - Green Dolphin Street - George White
  - Odd Man Out - Fergus McDonnell
- 1948 The Naked City - Paul Weatherwax
  - Joan of Arc - Frank Sullivan
  - Johnny Belinda - David Weisbart
  - Red River - Christian Nyby
  - The Red Shoes - Reginald Mills
- 1949 Champion - Harry Gerstad
  - All the King's Men - Robert Parrish, Al Clark
  - Battleground - John Dunning
  - Sands of Iwo Jima - Richard L. Van Enger
  - The Window - Frederic Knudtson

## Thập niên 1950
- 1950 King Solomon's Mines - Ralph E. Winters, Conrad A. Nervig
  - All About Eve - Barbara McLean
  - Annie Get Your Gun - James E. Newcom
  - Sunset Boulevard - Arthur Schmidt, Doane Harrison
  - The Third Man - Oswald Hafenrichter
- 1951 A Place in the Sun - William Hornbeck
  - An American in Paris - Adrienne Fazan
  - Decision Before Dawn - Johnny Green, Dorothy Spencer
  - Quo Vadis - Ralph E. Winters
  - The Well - Chester Schaeffer
- 1952 High Noon - Elmo Williams, Harry Gerstad
  - Come Back, Little Sheba - Warren Low
  - Flat Top - William Austin
  - The Greatest Show on Earth - Anne Bauchens
  - Moulin Rouge - Ralph Kemplen
- 1953 From Here to Eternity - William A. Lyon
  - Crazylegs - Irvine (Cotton) Warburton
  - The Moon Is Blue - Otto Ludwig
  - Roman Holiday - Robert Swink
  - The War of the Worlds - Everett Douglas
- 1954 On the Waterfront - Gene Milford
  - The Caine Mutiny - Willam A. Lyon
  - The High and the Mighty - Ralph Dawson
  - Seven Brides for Seven Brothers - Ralph E. Winters
  - 20,000 Leagues Under the Sea - Elmo Williams
- 1955 Picnic - Charles Nelson, William A. Lyon
  - Blackboard Jungle - Ferris Webster
  - The Bridges at Toko-Ri - Alma Macrorie
  - Oklahoma! - Gene Ruggiero, George Boemler
  - The Rose Tattoo - Warren Low
- 1956 Around the World in Eighty Days - Gene Ruggiero, Paul Weatherwax
  - The Brave One - Merrill G. White
  - Giant - William Hornbeck, Philip W. Anderson, Fred Bohanan
  - Somebody Up There Likes Me - Albert Akst
  - The Ten Commandments - Anne Bauchens
- 1957 The Bridge on the River Kwai - Peter Taylor
  - Gunfight at the O.K. Corral - Warren Low
  - Pal Joey - Viola Lawrence, Jerome Thoms
  - Sayonara - Arthur P. Schmidt, Philip W. Anderson
  - Witness for the Prosecution - Daniel Mandell
- 1958 Gigi - Adrienne Fazan
  - Auntie Mame - William Ziegler
  - Cowboy - William A. Lyon, Al Clark
  - The Defiant Ones - Frederic Knudtson
  - I Want to Live! - William Hornbeck
- 1959 Ben-Hur - Ralph E. Winters, John D. Dunning
  - Anatomy of a Murder - Louis R. Loeffler
  - North by Northwest - George Tomasini
  - The Nun's Story - Walter Thompson
  - On the Beach - Frederic Knudtson

## Thập niên 1960
- 1960 The Apartment - Daniel Mandell
  - The Alamo - Stuart Gilmore
  - Inherit the Wind - Frederic Knudtson
  - Pepe - Viola Lawrence, Al Clark
  - Spartacus - Robert Lawrence
- 1961 West Side Story - Thomas Stanford
  - Fanny - William H. Reynolds
  - The Guns of Navarone - Alan Osbiston
  - Judgment at Nuremberg - Frederic Knudtson
  - The Parent Trap - Philip W. Anderson
- 1962 Lawrence of Arabia - Anne V. Coates
  - The Longest Day - Samuel E. Beetley
  - The Manchurian Candidate - Ferris Webster
  - The Music Man - William Ziegler
  - Mutiny on the Bounty - John McSweeney, Jr.
- 1963 How the West Was Won - Harold F. Kress
  - The Cardinal - Louis R. Loeffler
  - Cleopatra - Dorothy Spencer
  - The Great Escape - Ferris Webster
  - It's a Mad, Mad, Mad, Mad World - Frederic Knudtson (posthumous nomination), Robert C. Jones, Gene Fowler Jr.
- 1964 Mary Poppins - Cotton Warburton
  - Becket - Anne V. Coates
  - Father Goose - Ted J. Kent
  - Hush… Hush, Sweet Charlotte - Michael Luciano
  - My Fair Lady - William Ziegler
- 1965 The Sound of Music - William H. Reynolds
  - Cat Ballou - Charles Nelson
  - Doctor Zhivago - Norman Savage
  - The Flight of the Phoenix - Michael Luciano
  - The Great Race - Ralph E. Winters
- 1966 Grand Prix - Frederic Steinkamp, Henry Berman, Stewart Linder, Frank Santillo
  - Fantastic Voyage - William B. Murphy
  - The Russians Are Coming, The Russians Are Coming - Hal Ashby, J. Terry Williams
  - The Sand Pebbles - William H. Reynolds
  - Who's Afraid of Virginia Woolf? - Sam O'Steen
- 1967 In the Heat of the Night - Hal Ashby
  - Beach Red - Frank P. Keller
  - The Dirty Dozen - Michael Luciano
  - Doctor Dolittle - Samuel E. Beetly, Marjorie Fowler
  - Guess Who's Coming to Dinner - Robert C. Jones
- 1968 Bullitt - Frank P. Keller
  - Funny Girl - Robert Swink, Maury Winetrobe, William Sands
  - The Odd Couple - Frank Bracht
  - Oliver! - Ralph Kemplen
  - Wild in the Streets - Fred Feitshans, Eve Newman
- 1969 Z - Françoise Bonnot
  - Hello, Dolly! - William H. Reynolds
  - Midnight Cowboy - Hugh A. Robertson
  - The Secret of Santa Vittoria - William Lyon, Earle Herdan
  - They Shoot Horses, Don't They? - Frederic Steinkamp

## Thập niên 1970
- 1970 Patton - Hugh S. Fowler
  - Airport - Stuart Gilmore
  - MASH - Danford B. Greene
  - Tora! Tora! Tora! - James E. Newcom, Pembroke J. Herring, Inoue Chikaya
  - Woodstock - Thelma Schoonmaker
- 1971 The French Connection - Gerald B. Greenberg
  - The Andromeda Strain - Stuart Gilmore (posthumous nomination), John W. Holmes
  - A Clockwork Orange - Bill Butler
  - Kotch - Ralph E. Winters
  - Summer of '42 - Folmar Blangsted
- 1972 Cabaret - David Bretherton
  - Deliverance - Tom Priestly
  - The Godfather - William H. Reynolds, Peter Zinner
  - The Hot Rock - Frank P. Keller, Fred W. Berger
  - The Poseidon Adventure - Harold F. Kress
- 1973 The Sting - William H. Reynolds
  - American Graffiti - Verna Fields, Marcia Lucas
  - The Day of the Jackal - Ralph Kemplen
  - The Exorcist - Jordan Leondopoulos, Bud Smith, Evan Lottman, Norman Gay
  - Jonathan Livingston Seagull - Frank P. Keller, James Galloway
- 1974 The Towering Inferno - Harold F. Kress, Carl Kress
  - Blazing Saddles - John C. Howard, Danford Greene
  - Chinatown - Sam O'Steen
  - Earthquake - Dorothy Spencer
  - The Longest Yard - Michael Luciano
- 1975 Jaws - Verna Fields
  - Dog Day Afternoon - Dede Allen
  - The Man Who Would Be King - Russell Lloyd
  - One Flew Over the Cuckoo's Nest - Richard Chew, Lynzee Klingman, Sheldon Kahn
  - Three Days of the Condor - Frederic Steinkamp, Don Guidice
- 1976 Rocky - Richard Halsey, Scott Conrad
  - All the President's Men - Robert L. Wolfe
  - Bound for Glory - Robert C. Jones, Pembroke J. Herring
  - Network - Alan Heim
  - Two-Minute Warning - Eve Newman, Walter Hannemann
- 1977 Star Wars - Paul Hirsch, Marcia Lucas, Richard Chew
  - Close Encounters of the Third Kind - Michael Kahn
  - Julia - Walter Murch, Marcel Durham
  - Smokey and the Bandit - Walter Hannemann, Angelo Ross
  - The Turning Point - William H. Reynolds
- 1978 The Deer Hunter - Peter Zinner
  - The Boys from Brazil - Robert E. Swink
  - Coming Home - Don Zimmerman
  - Midnight Express - Gerry Hambling
  - Superman - Stuart Baird
- 1979 All That Jazz - Alan Heim
  - Apocalypse Now - Richard Marks, Walter Murch, Gerald B. Greenberg, Lisa Fruchtman
  - The Black Stallion - Robert Dalva
  - Kramer vs. Kramer - Gerald B. Greenberg
  - The Rose - Robert L. Wolfe, C. Timothy O'Meara

## Thập niên 1980
- 1980 Raging Bull - Thelma Schoonmaker
  - Coal Miner's Daughter - Arthur Schmidt
  - The Competition - David Blewitt
  - The Elephant Man - Anne V. Coates
  - Fame - Gerry Hambling
- 1981 Raiders of the Lost Ark - Michael Kahn
  - Chariots of Fire - Terry Rawlings
  - The French Lieutenant's Woman - John Bloom
  - On Golden Pond - Robert L. Wolfe (posthumous nomination)
  - Reds - Dede Allen, Craig McKay
- 1982 Gandhi - John Bloom
  - Das Boot - Hannes Nikel
  - E.T. the Extra-Terrestrial - Carol Littleton
  - An Officer and a Gentleman - Peter Zinner
  - Tootsie - Frederic Steinkamp, William Steinkamp
- 1983 The Right Stuff - Glenn Farr, Lisa Fruchtman, Stephen A. Rotter, Douglas Steward, Tom Rolf
  - Blue Thunder - Frank Morriss, Edward Abroms
  - Flashdance - Bud Smith, Walt Mulconery
  - Silkwood - Sam O'Steen
  - Terms of Endearment - Richard Marks
- 1984 The Killing Fields - Jim Clark
  - Amadeus - Nena Danevic, Michael Chandler
  - The Cotton Club - Barry Malkin, Robert O. Lovett
  - A Passage to India - David Lean
  - Romancing the Stone - Donn Cambern, Frank Morriss
- 1985 Witness - Thom Noble
  - A Chorus Line - John Bloom
  - Out of Africa - Frederic Steinkamp, William Steinkamp, Pembroke Herring, Sheldon Kahn
  - Prizzi's Honor - Rudi Fehr, Kaja Fehr
  - Runaway Train - Henry Richardson
- 1986 Platoon - Claire Simpson
  - Aliens - Ray Lovejoy
  - Hannah and Her Sisters - Susan E. Morse
  - The Mission - Jim Clark
  - Top Gun - Billy Weber, Chris Lebenzon
- 1987 The Last Emperor - Gabriella Cristiani
  - Broadcast News - Richard Marks
  - Empire of the Sun - Michael Kahn
  - Fatal Attraction - Michael Kahn, Peter E. Berger
  - RoboCop - Frank J. Urioste
- 1988 Who Framed Roger Rabbit - Arthur Schmidt
  - Die Hard - Frank J. Urioste, John F. Link
  - Gorillas in the Mist: The Story of Dian Fossey - Stuart Baird
  - Mississippi Burning - Gerry Hambling
  - Rain Man - Stu Linder
- 1989 Born on the Fourth of July - David Brenner, Joe Hutshing
  - Driving Miss Daisy - Mark Warner
  - The Fabulous Baker Boys - William Steinkamp
  - Glory - Steven Rosenblum
  - The Bear (L'Ours) (France) - Noëlle Boisson

## Thập niên 1990
- 1990 Dances with Wolves - Neil Travis
  - Ghost - Walter Murch
  - The Godfather Part III - Barry Malkin, Lisa Fruchtman, Walter Murch
  - Goodfellas - Thelma Schoonmaker
  - The Hunt for Red October - Dennis Virkler, John Wright
- 1991 JFK - Joe Hutshing, Pietro Scalia
  - The Commitments - Gerry Hambling
  - The Silence of the Lambs - Craig McKay
  - Terminator 2: Judgment Day - Conrad Buff, Mark Goldblatt, Richard A. Harris
  - Thelma & Louise - Thom Noble
- 1992 Unforgiven - Joel Cox
  - Basic Instinct - Frank J. Urioste
  - The Crying Game - Kant Pan
  - A Few Good Men - Robert Leighton
  - The Player - Geraldine Peroni
- 1993 Schindler's List - Michael Kahn
  - The Fugitive - Dennis Virkler, David Finfer, Dean Goodhill, Richard Nord, Dov Hoenig
  - In the Line of Fire - Anne V. Coates
  - In the Name of the Father - Gerry Hambling
  - The Piano - Veronika Jenet
- 1994 Forrest Gump - Arthur Schmidt
  - Hoop Dreams - Frederick Marx, Steve James, William Haugse
  - Pulp Fiction - Sally Menke
  - The Shawshank Redemption - Richard Francis-Bruce
  - Speed - John Wright
- 1995 Apollo 13 - Mike Hill, Daniel P. Hanley
  - Babe - Marcus D'Arcy, Jay Friedkin
  - Braveheart - Steven Rosenblum
  - Crimson Tide - Chris Lebenzon
  - Se7en - Richard Francis-Bruce
- 1996 The English Patient - Walter Murch
  - Evita - Gerry Hambling
  - Fargo - Ethan Coen, Joel Coen (as Roderick Jaynes)
  - Jerry Maguire - Joe Hutshing
  - Shine - Pip Karmel
- 1997 Titanic - Conrad Buff, James Cameron, Richard A. Harris
  - Air Force One - Richard Francis-Bruce
  - As Good as It Gets - Richard Marks
  - Good Will Hunting - Pietro Scalia
  - L.A. Confidential - Peter Honess
- 1998 Saving Private Ryan - Michael Kahn
  - Out of Sight - Anne V. Coates
  - Shakespeare in Love - David Gamble
  - The Thin Red Line - Billy Weber, Leslie Jones, Saar Klein
  - Life Is Beautiful - Simona Paggi

Với việc sử dụng hệ thống biên tập không hàng kẻ (non-linear editing system) kỹ thuật số, tên giải được đổi thành Best Editing (Biên tập xuất sắc nhất) năm 1999:
- 1999 The Matrix - Zach Staenberg
  - American Beauty - Tariq Anwar
  - The Cider House Rules - Lisa Zeno Churgin
  - The Insider - William Goldenberg, Paul Rubell, David Rosenbloom
  - The Sixth Sense - Andrew Mondshein

## Thập niên 2000
| Năm                                               | Phim                                               | Người biên tập |
| ------------------------------------------------- | -------------------------------------------------- | -------------- |
| 2000 Giải Oscar lần thứ 73                        |                                                    |                |
| Traffic                                           | Stephen Mirrione                                   |                |
| Almost Famous                                     | Joe Hutshing & Saar Klein                          |                |
| Gladiator                                         | Pietro Scalia                                      |                |
| Crouching Tiger, Hidden Dragon                    | Tim Squyres                                        |                |
| Wonder Boys                                       | Dede Allen                                         |                |
| 2001 Giải Oscar lần thứ 74                        |                                                    |                |
| Black Hawk Down                                   | Pietro Scalia                                      |                |
| The Lord of the Rings: The Fellowship of the Ring | John Gilbert                                       |                |
| A Beautiful Mind                                  | Mike Hill & Daniel P. Hanley                       |                |
| Memento                                           | Dody Dorn                                          |                |
| Moulin Rouge!                                     | Jill Bilcock                                       |                |
| 2002 Giải Oscar lần thứ 75                        |                                                    |                |
| Chicago                                           | Martin Walsh                                       |                |
| Gangs of New York                                 | Thelma Schoonmaker                                 |                |
| The Hours                                         | Peter Boyle                                        |                |
| The Lord of the Rings: The Two Towers             | Michael Horton                                     |                |
| The Pianist                                       | Hervé de Luze                                      |                |
| 2003 Giải Oscar lần thứ 76                        |                                                    |                |
| The Lord of the Rings: The Return of the King     | Jamie Selkirk                                      |                |
| City of God                                       | Daniel Rezende                                     |                |
| Cold Mountain                                     | Walter Murch                                       |                |
| Master and Commander: The Far Side of the World   | Lee Smith                                          |                |
| Seabiscuit                                        | William Goldenberg                                 |                |
| 2004 Giải Oscar lần thứ 77                        |                                                    |                |
| The Aviator                                       | Thelma Schoonmaker                                 |                |
| Collateral                                        | Jim Miller & Paul Rubell                           |                |
| Finding Neverland                                 | Matt Chesse                                        |                |
| Million Dollar Baby                               | Joel Cox                                           |                |
| Ray                                               | Paul Hirsch                                        |                |
| 2005 Giải Oscar lần thứ 78                        |                                                    |                |
| Crash                                             | Hughes Winborne                                    |                |
| Cinderella Man                                    | Mike Hill & Dan Hanley                             |                |
| The Constant Gardener                             | Claire Simpson                                     |                |
| Munich                                            | Michael Kahn                                       |                |
| Walk the Line                                     | Michael McCusker                                   |                |
| 2006 Giải Oscar lần thứ 79                        |                                                    |                |
| The Departed                                      | Thelma Schoonmaker                                 |                |
| Babel                                             | Douglas Crise & Stephen Mirrione                   |                |
| Blood Diamond                                     | Steven Rosenblum                                   |                |
| Children of Men                                   | Alfonso Cuarón & Alex Rodríguez                    |                |
| United 93                                         | Clare Douglas, Richard Pearson & Christopher Rouse |                |
| 2007 Giải Oscar lần thứ 80                        |                                                    |                |
| The Bourne Ultimatum                              | Christopher Rouse                                  |                |
| The Diving Bell and the Butterfly                 | Juliette Welfling                                  |                |
| Into the Wild                                     | Jay Cassidy                                        |                |
| No Country for Old Men                            | Roderick Jaynes                                    |                |
| There Will Be Blood                               | Dylan Tichenor                                     |                |
| 2008 Giải Oscar lần thứ 81                        |                                                    |                |
| Slumdog Millionaire                               | Chris Dickens                                      |                |
| The Curious Case of Benjamin Button               | Kirk Baxter & Angus Wall                           |                |
| The Dark Knight                                   | Lee Smith                                          |                |
| Frost/Nixon                                       | Mike Hill & Dan Hanley                             |                |
| Milk                                              | Elliot Graham                                      |                |
| 2009 Giải Oscar lần thứ 82                        |                                                    |                |
| The Hurt Locker                                   | Chris Innis & Bob Murawski                         |                |
| Avatar                                            | James Cameron, John Refoua & Stephen E. Rivkin     |                |
| District 9                                        | Julian Clarke                                      |                |
| Inglourious Basterds                              | Sally Menke                                        |                |
| Precious                                          | Joe Klotz                                          |                |

## Thập niên 2010
| Năm                             | Phim                                             | Người biên tập |
| ------------------------------- | ------------------------------------------------ | -------------- |
| 2010 Giải Oscar lần thứ 83      |                                                  |                |
| The Social Network              | Angus Wall & Kirk Baxter                         |                |
| Black Swan                      | Andrew Weisblum                                  |                |
| 127 Hours                       | Jon Harris                                       |                |
| The Fighter                     | Pamela Martin                                    |                |
| The King's Speech               | Tariq Anwar                                      |                |
| 2011 Giải Oscar lần thứ 84      |                                                  |                |
| The Girl with the Dragon Tattoo | Angus Wall & Kirk Baxter                         |                |
| The Artist                      | Anne-Sophie Bion & Michel Hazanavicius           |                |
| The Descendants                 | Kevin Tent                                       |                |
| Hugo                            | Thelma Schoonmaker                               |                |
| Moneyball                       | Christopher Tellefsen                            |                |
| 2012 Giải Oscar lần thứ 85      |                                                  |                |
| Argo                            | William Goldenberg                               |                |
| Life of Pi                      | Tim Squyres                                      |                |
| Lincoln                         | Michael Kahn                                     |                |
| Silver Linings Playbook         | Jay Cassidy & Crispin Struthers                  |                |
| Zero Dark Thirty                | Dylan Tichenor & William Goldenberg              |                |
| 2013 Giải Oscar lần thứ 86      |                                                  |                |
| Gravity                         | Alfonso Cuarón & Mark Sanger                     |                |
| 12 Years a Slave                | Joe Walker                                       |                |
| American Hustle                 | Jay Cassidy, Crispin Struthers & Alan Baumgarten |                |
| Captain Phillips                | Christopher Rouse                                |                |
| Dallas Buyers Club              | John Mac McMurphy & Martin Pensa                 |                |
| 2014 Giải Oscar lần thứ 87      |                                                  |                |
| Whiplash                        | Tom Cross                                        |                |
| American Sniper                 | Joel Cox & Gary D. Roach                         |                |
| Boyhood                         | Sandra Adair                                     |                |
| The Grand Budapest Hotel        | Barney Pilling                                   |                |
| The Imitation Game              | William Goldenberg                               |                |